# OR2AK2
OR2AK2 (англ. Olfactory receptor family 2 subfamily AK member 2) – білок, який кодується однойменним геном, розташованим у людей на короткому плечі 1-ї хромосоми.  Довжина поліпептидного ланцюга білка становить 335 амінокислот, а молекулярна маса — 37 763.
| 10         |  | 20         |  | 30         |  | 40         |  | 50         |
| ---------- |  | ---------- |  | ---------- |  | ---------- |  | ---------- |
| MNISDVISFD |  | ILVSAMKTGN |  | QSFGTDFLLV |  | GLFQYGWINS |  | LLFVVIATLF |
| TVALTGNIML |  | IHLIRLNTRL |  | HTPMYFLLSQ |  | LSIVDLMYIS |  | TTVPKMAVSF |
| LSQSKTIRFL |  | GCEIQTYVFL |  | ALGGTEALLL |  | GFMSYDRYVA |  | ICHPLHYPML |
| MSKKICCLMV |  | ACAWASGSIN |  | AFIHTLYVFQ |  | LPFCRSRLIN |  | HFFCEVPALL |
| SLVCQDTSQY |  | EYTVLLSGLI |  | ILLLPFLAIL |  | ASYARVLIVV |  | FQMSSGKGQA |
| KAVSTCSSHL |  | IVASLFYATT |  | LFTYTRPHSL |  | RSPSRDKAVA |  | VFYTIVTPLL |
| NPFIYSLRNK |  | EVTGAVRRLL |  | GYWICCRKYD |  | FRSLY      |  |            |

A: Аланін

C: Цистеїн

D: Аспарагінова кислота

E: Глутамінова кислота

F: Фенілаланін

G: Гліцин

H: Гістидин

I: Ізолейцин

K: Лізин

L: Лейцин

M: Метіонін

N: Аспарагін

P: Пролін

Q: Глутамін

R: Аргінін

S: Серин

T: Треонін

V: Валін

W: Триптофан

Кодований геном білок за функціями належить до рецепторів, g-білокспряжених рецепторів, білків внутрішньоклітинного сигналінгу. 
Задіяний у такому біологічному процесі як поліморфізм. 
Локалізований у клітинній мембрані.